# Jutta Behrendt
Jutta Behrendt   (Berlín, 15 de novembre de 1960), nascuda Hampe, és una remadora alemanya, ja retirada, que va competir sota bandera de la República Democràtica Alemanya durant les dècades de 1970 i 1980.
El 1988 va prendre part en els Jocs Olímpics de Seül on guanyà la medalla d'or en la prova de scull individual del programa de rem.
En el seu palmarès també destaquen cinc medalles d'or i dues de plata al Campionat del món de rem, entre 1981 i 1989, així com nou campionats de la República Democràtica Alemanya. En retirar-se entrà a treballar primer al Comitè Olímpic de la RDA i posteriorment a de l'Alemanya unificada. Posteriorment es va traslladar a Noruega per exercir d'entrenadora.